# The Many Moods of Murry Wilson
The Many Moods of Murry Wilson es un álbum de estudio de Murry Wilson, padre de Brian, Carl y Dennis Wilson y tío de Mike Love de The Beach Boys. El álbum fue editado por Capitol Records (mismo sello que The Beach Boys) en 1967. En su momento se editó en Canadá, Reino Unido y Alemania.
Fue reeditado en CD en 2002 en Japón.

## Lista de canciones
1. "Love Won't Wait" (Murry Wilson) - 3:12
2. "The Happy Song" (Eck Kynor) - 2:04
3. "The Warmth of the Sun" (Brian Wilson, Mike Love) - 2:45
4. "Broken Heart" (George Kizanis) - 2:08
5. "Leaves" (Murry Wilson) - 2:40
6. "The Plumbers Tune" (Eck Kynor) - 2:20
7. "Painting With Teardrops" (Murry Wilson) - 2:32
8. "Islands In The Sky" (Rick Henn) - 2:51
9. "Just 'Round The River Bend" (Don Ralke, Deeda Patrick) - 2:09
10. "Italia" (Al Jardine) - 2:28*
11. "Heartbreak Lane" (Murry Wilson) - 2:41
12. "Betty's Waltz" (Murry Wilson, Audree Wilson) - 1:49

" * ": producido por Brian Wilson (no acreditado)

## Créditos
- Arreglos y dirección – Don Ralke
- Ingeniero – Chuck Britz, Stan Ross
- Productor – Murry Wilson